# Coulonges-les-Sablons
Pour les articles homonymes, voir Coulonges et Sablons.
Coulonges-les-Sablons est une ancienne commune française, située dans le département de l'Orne en région Normandie, devenue le 1er janvier 2016 une commune déléguée au sein de la commune nouvelle de Sablons sur Huisne.
Elle est peuplée de 390 habitants.

## Géographie
Coulonges-les-Sablons est située dans le Perche, au sein du parc naturel régional du Perche. Il s'agit d'une région bocagère et vallonnée.

## Toponymie
Le nom de la localité est attesté sous les formes Coulonge en 1373, Colongiae en 1147, Coulonges en 1793, Coulonges-les-Sablons en 2016.
De colonicæ, « terres cultivées par des colons ».

Le paysan libre obtenait le droit de s'établir dans une colonica dont il était le colon.

Des colonicæ sont apparues dès le VIIIe siècle.

Sablons évoquerait des terrains sableux.

## Histoire
Le 21 novembre 1870, durant la guerre franco-allemande, eurent lieu les combats de la Fourche, de la Madeleine et de Bretoncelles où furent engagés le 49e régiment provisoire formé de la garde nationale mobile de l'Orne, le bataillon Finistère-Morbihan de la garde nationale mobile, composé de cinq compagnies de marche du Finistère et de deux compagnies de marche du Morbihan, du 9e bataillon de marche d'infanterie de marine composé de quatre compagnies de marche du 1er régiment d'infanterie de marine et du 10e bataillon de marche d'infanterie de marine composé de quatre autres compagnies de marche du 1er régiment d'infanterie de marine.
Le 6 janvier 1871, durant cette même guerre, a lieu le combat de la Fourche entre les troupes françaises et prussiennes.
Le 1er janvier 2016, Coulonges-les-Sablons intègre avec deux autres communes la commune de Sablons sur Huisne créée sous le régime juridique des communes nouvelles instauré par la loi no 2010-1563 du 16 décembre 2010 de réforme des collectivités territoriales. Les communes de Condeau, Condé-sur-Huisne et Coulonges-les-Sablons deviennent des communes déléguées et Condé-sur-Huisne est le chef-lieu de la commune nouvelle.

## Politique et administration
| Période                                  | Période       | Identité           | Étiquette | Qualité       |
| ---------------------------------------- | ------------- | ------------------ | --------- | ------------- |
| juin 1995                                | mars 2001     | Françoise Huard    | SE        |               |
| mars 2001                                | mars 2014     | Gisèle Leroyer     | SE        | Agricultrice  |
| mars 2014                                | décembre 2015 | Stéphane Rocheteau | SE        | Vendeur extra |
| Les données manquantes sont à compléter. |               |                    |           |               |

## Démographie
En 2021, la commune comptait 390 habitants. Depuis 2004, les enquêtes de recensement dans les communes de moins de 10 000 habitants ont lieu tous les cinq ans (en 2006, 2011, 2016, etc. pour Coulonges-les-Sablons) et les chiffres de population municipale légale des autres années sont des estimations.
| 1793 | 1800 | 1806 | 1821 | 1836 | 1841 | 1846  | 1851  | 1856  |
| ---- | ---- | ---- | ---- | ---- | ---- | ----- | ----- | ----- |
| 914  | 896  | 989  | 899  | 995  | 988  | 1 033 | 1 033 | 1 031 |

| 1861  | 1866 | 1872 | 1876 | 1881 | 1886 | 1891 | 1896 | 1901 |
| ----- | ---- | ---- | ---- | ---- | ---- | ---- | ---- | ---- |
| 1 029 | 993  | 936  | 879  | 824  | 814  | 824  | 789  | 756  |

| 1906 | 1911 | 1921 | 1926 | 1931 | 1936 | 1946 | 1954 | 1962 |
| ---- | ---- | ---- | ---- | ---- | ---- | ---- | ---- | ---- |
| 726  | 678  | 605  | 591  | 605  | 570  | 530  | 565  | 492  |

| 1968 | 1975 | 1982 | 1990 | 1999 | 2006 | 2011 | 2016 | 2020 |
| ---- | ---- | ---- | ---- | ---- | ---- | ---- | ---- | ---- |
| 468  | 416  | 436  | 430  | 374  | 396  | 420  | 419  | 395  |

## Économie
L'activité économique est essentiellement agricole, la commune présente de grandes parcelles cultivées, ainsi que de nombreux élevages. Cependant, quelques artisans restent présents sur la commune, menuiserie/ébénisterie…

## Lieux et monuments
- L'église de Coulonges-les-Sablons date des XVe et XVIe siècles, elle est dédiée à saint Germain d'Auxerre. Elle a pour particularité architecturale des fenêtres gothiques et de solides contreforts ainsi qu'un portail sous une fenêtre à remplage flamboyant.
- La commune de Coulonges-les-Sablons présentent un joli lavoir alimenté par un petit ruisseau qui se jette dans la Corbionne, au carrefour de Bretoncelles et Condé-sur-Huisne, avant de rejoindre l'Huisne ; on peut le voir dans une petite prairie en face de la mairie. Il poursuit sa route à l'arrière du bourg à quelques mètres de l'ancienne école.

## Personnalités liées à la commune
- Jean Planchais, journaliste, décédé en 2006 dans la commune.
- Rhoda Scott, organiste et chanteuse de jazz américaine installée dans la région depuis plusieurs années.